# Franz Xaver von Hohenzollern-Hechingen
Franz Xaver von Hohenzollern-Hechingen (* 18. Juli 1720 in Bayreuth; † 14. März 1765 in Mouffrin, Provinz Namur) war ein Graf von Hohenzollern-Hechingen und Kaiserlicher österreichischer Feldmarschallleutnant.

## Leben
Franz Xaver war ein Sohn des kaiserlichen Generalfeldmarschalls Hermann Friedrich von Hohenzollern-Hechingen (1665–1733) aus dessen Ehe mit Josepha (1694–1738), Tochter des Grafen Franz Albrecht von Oettingen zu Spielberg. Sein älterer Bruder Josef Friedrich Wilhelm war seit 1750 Fürst von Hohenzollern-Hechingen. 
In österreichischen Diensten wurde er kaiserlicher Feldmarschall-Leutnant der Kavallerie. Durch seine Ehefrau lebte er vornehmlich in den Niederlanden, dem heutigen Belgien.

## Ehe und Nachkommen
Franz Xaver heiratete am 21. Januar 1748 auf Schloss Geulle bei Maastricht Anna (1729–1798), Tochter des Grafen Hermann Otto von und zu Hoensbroech. Durch seine Gemahlin erhielt er die Grafschaft Geulle sowie die Herrschaften Mouffrin und Baillonville. Aus seiner Ehe hatte er folgende Kinder:
- Hermann (*/† 1748)
- Hermann (1751–1810), Fürst von Hohenzollern-Hechingen

⚭ 1. 1773 Gräfin Luise de Merode-Westerloo (1747–1774)
⚭ 2. 1775 Prinzessin Maximiliane de Gavre (1753–1778)
⚭ 3. 1779 Gräfin Maria Antonia von Waldburg zu Zeil und Wurzach (1753–1814)
- Friedrich Franz Xaver (1757–1844), österreichischer Feldmarschall

⚭ 1787 Gräfin Therese von Wildenstein (1763–1865)
- Felizitas Theresia Caroline (1763–1834)

⚭ 1782 Graf Maximilian Heinrich de Hoen-Neufchâteau († 1823)
- Maria Anna Juliana (*/† 1755)